# Leona König
Leona König (* 17. června 1981 Prostějov) je herečka, moderátorka, producentka, iniciátorka hudební sponzorské ceny Zlatá nota a zakladatelka a předsedkyně Mezinárodní hudební asociace pro podporu nadaných dětí.

## Život
Leona König vystudovala ekonomii na Vysoké škole ekonomické v Praze a hovoří čtyřmi jazyky: německy, anglicky, francouzsky a česky. Moderuje i ve španělštině a italštině. 
Po svatbě s průmyslníkem Peterem Königem se přestěhovala do Vídně. Z manželství trvajícího 13 let vzešla dcera Jana.  Od roku 2022 je ve vztahu s bývalým generálním ředitelem ORF Alexanderem Wrabetzem.
Königová je považována za členku rakouské společnosti a jako o takové se o ní a jejím spolku opakovaně píše v rakouských médiích i za hranicemi. Byla již na obálkách několika časopisů a novin.

## Práce
Na jaře 2016 založila a stala se předsedkyní sdružení IMF – International Association for the Promotion of Highly Gifted Children se sídlem ve Vídni, jehož cílem je podporovat nadané děti ve věku od pěti do osmnácti let v jejich hudebním rozvoji a sleduje zájem zpřístupnit klasickou hudbu širšímu publiku, zejména mladé generaci. Tato podpora je poskytována prostřednictvím pořádáním věkově přiměřených mistrovských kurzů, konkurzů a koncertů.
V roce 2017 založila hudební sponzorskou cenu Goldene Note (Zlatá nota)Zlaté noty, které vrcholí vždy každý rok finálovou televizní gala show Zlatá nota vysílanou na ORF2 od roku 2021, ve které se vítězi uděluje cena Zlatá nota.
V roce 2025 se konal Glalakoncert vítězů Zlaté Noty od Leony König ve Španělsku na pozvání ministerstva kultury v Galicii. Galakoncert se konal v Auditorio de Galicia ve španělském Santiagu de Compostela. Bylo to první zahraniční vystoupení mladých umělců, koncert moderovala ve španělštině. Tento galavečer vysílaly také televizní stanice Galicia TV a 3sat.
V létě 2025 moderovala udílení cen Premio Mercurio d'Argento v Masse v Toskánsku v Itálii, rovněž v národním jazyce, italštině , kde bude udělena cena Premio Mercurio d'Argento 2025

### Televizní tvorba
Od prosince 2020 na ORF moderuje a produkuje nový měsíční kulturní televizní formát Stars und Talente von und mit Leona König, v němž mladí talentovaní umělci vstupují do hudební výměny se zavedenými hvězdami. Všichni zúčastnění mladí umělci jsou finalisty nebo vítězi ceny za propagaci hudby Goldene Note.
V roce 2022 byla hostující porotkyní v programu ORF "Starmania 22". V roce 2024 se objevila jako porotkyně v programu ORF Die Grosse Chance. Od roku 2023 působí jako herečka. V epizodě The Shadow God v televizním seriálu Vienna Blood hrála matku autistického syna, v roce 2024 v českém kriminálním seriálu Docent II tiskovou mluvčí a v krimiseriálu Lovec personální ředitelku.
- 2024 Docent II – epizoda Sladká odměna – tisková mluvčí[20][21]
- 2024 Lovec – personalistka[22][23]
- 2024 Die große Chance - Let's sing and dance – porotkyně[24]
- 2022 Vídeňská krev – matka autistického syna[25]
- 2022 "Starmania 22" – hostující porotkyně[26][27][28]
- 2021–dosud Die Goldene Note–producentka a moderátorka[29]
- 2020–dosud Stars und Talente von und mit Leona König – producentka a moderátorka[30]

## Ocenění
- Rakousko roku v kategorii Kulturní dědictví v soutěži Rakušané 20 (2020)[31][32]
- Cena Žena roku v kategorii Vášeň a styl (2022)[33]
- Zlaté čestné vyznamenání za zásluhy o Rakouskou republiku (2023)[34][35][36]
- Rakouská hudební divadelní cena za rok 2023[37][38]